# サバハッティン・アリ
サバハッティン・アリ（Sabahattin Ali、1907年2月25日 - 1948年4月2日？）はトルコの小説家、詩人。

## 生い立ち
サバハッティン・アリは、1907年2月25日にオスマン帝国ギュミュルジネ県エーリデレ（現在のブルガリア共和国ルジャリ州アルディノ）で生まれた。風刺新聞を刊行し、人気となる。
教職員として1年間勤めた後、1928年に国民教育省によって外国語教育者養成のためにドイツに派遣される。1930年に帰国後はアナトリア内地の中学校でドイツ語教育に携わり、国民教育省出版局や国立音楽院の脚本家の共産主義者の誹りを受けて国民教育省の職を解かれる。
アズィズ・ネスィン、ルファット・ウルガズらトルコを代表する社会風刺作家とともにイスタンブルで風刺新聞「マルコパシャ」を刊行し、人気となる。政府に批判的な記述で社会主義者の烙印を押されて投獄され、釈放後も監視付の生活を強いられる。トルコ民族主義者との対立や政治批判に係る訴訟問題に悩まされた末、1948年に、国外逃亡を試みるが、ブルガリアの国境近くのクルクラーレリで殺害された。事件の真相は今も明らかにされてない。

## 影響
1930年代のトルコの文壇にリアリズムの新風をもたらし、現代トルコ文学に大きな影響を与えた。

## おもな作品
- 『毛皮のコートのマドンナ』
- 『クユジャック村のユースフ』
- 『私たちの内なる悪魔』